# 1639 km
1639 km (ukr. 1639 км, ros. 1639 км) – przystanek kolejowy w pobliżu miejscowości Skotarśke, w rejonie wołowieckim, w obwodzie zakarpackim, na Ukrainie. Leży na linii Lwów – Stryj – Batiowo – Czop.